# Avant-Garde and Kitsch
Avant-garde and kitsch è un saggio di Clement Greenberg, pubblicato dall'autore sulla rivista Partisan Review nel 1939.

## Analisi
Greenberg sostiene che lo sviluppo delle Avanguardie artistiche non sia 
avvenuto per motivi diversi da quelli di difesa degli standard estetici.
“il kitsch è accademico, e tutto ciò che è accademico è kitsch” (vedi citazione 1). Con questa discussa affermazione, egli evidenzia la sua considerazione dell'arte accademica del periodo: l'autore la ritiene fortemente incentrata su regole e dettami che si proponevano come via verso una formulazione artistica e culturale più facilmente comprensibile ed esprimibile. A quest'arte accademica egli oppone l'essenza estetica delle Avanguardie.
In netta opposizione a esse, Greenberg parla poi di "rear-garde” (retroguardia): un fenomeno culturale tipico dell'industrializzato, un fenomeno che risponde agli aggettivi di “popolare, 
commerciale, illustrativo, basso”, un fenomeno che in lingua tedesca è espresso in una sola parola: kitsch. Il kitsch trova la sua prima corrispondenza nella letteratura universale, nelle illustrazioni, nelle pubblicità e nelle copertine delle riviste, nei fumetti e anche nella produzione 
cinematografica Hollywoodiana. Il prerequisito fondamentale per questo tipo di manifestazione “artistica”, sottolinea l'autore, è la disponibilità di tradizioni culturali completamente mature e assodate, che contengano tutti quei valori, estetici ma non soltanto, da cui il kitsch può attingere, prendere in prestito per poi trasformare in mezzi adatti al conseguimento dei “suoi scopi”.
La critica di Greenberg a questa cultura, che lui ritiene di livello infimo, seppure comunque un prodotto della medesima società in cui nascono anche le Avanguardie, va anche oltre: egli la ritiene responsabile di una generalizzata insensibilizzazione estetica. 
L'autore, inoltre, carica il suo discorso di connotazioni politiche contemporanee sottolineando l'opera di repressione e distruzione delle correnti artistiche moderniste nella Germania nazista e in Unione Sovietica, sostituite da forme culturali manovrate dal l'altro, come l'Arian-art e il Realismo socialista. 
In particolare, egli osserva come il kitsch sia diventato la forma di arte dominate in Unione Sovietica in quegli ultimi anni (Greenberg scrive nel 1939, mentre in Unione Sovietica erano i primi anni del Realismo socialista). Si legga, a tal proposito, la citazione numero 3. Greenberg fa un'ulteriore puntualizzazione a queste parole di Dwight Macdonald, notando che l'imposizione dello Stato non è sufficiente da sola a veicolare i gusti delle masse. Egli sostiene che la familiarità dell'osservatore con l'oggetto della rappresentazione artistica sia fondamentale. In questo ragionamento, conclude asserendo che un contadino ignorante dell'Unione Sovietica degli anni trenta possa ritrovare nel Realismo socialista quello stesso valore culturale che un occidentale colto può notare in una tela di Pablo Picasso.

### Citazioni interessanti per l'analisi
1. All kitsch is academic, and conversely, all that is academic is kitsch—C. Greenberg, “Avant garde and Kitsch” (1939)
2. [avant-garde culture] calls for neither approval nor disapproval [...] avant-garde moves—C. Greenberg, “Avant-garde and Kitsch” (1939)
3. [...] the attitude of the masses [to art] remains essentially dependent on the nature of the education afforded them by their states. [...] Why after all should ignorant peasants prefer Repin (a leading exponent of Russian academic kitsch in painting) to Picasso, whose abstract technique is at least as relevant to their own primitive folk art as is the former's realistic style? No, if the masses crowd into the Tretyakov (Moscow's museum of contemporary Russian art: kitsch), it is largely because they have been conditioned to shun ‘formalism’ and to admire ‘socialist realism’.—Dwight Macdonald citato in C. Greenberg, “Avant garde and Kitsch” (1939)

Il testo è diviso in quattro parti: la prima è dedicata all'interpretazione dell'Avanguardia come movimento artistico orientato allo sviluppo formale dei processi e dei modi caratteristici del proprio mezzo espressivo, quindi caratterizzata da una particolare difficoltà dal punto di vista della fruizione. La seconda sezione analizza invece il 'Kitsch' come espressione degradata e meccanica delle formule artistiche ereditate dalla tradizione, ma capace di generare in maniera spontanea effetti emotivi ed estetici nel pubblico di massa grazie al suo carattere figurativo immediatamente godibile. L'autore analizza poi il diverso rapporto tra l'arte delle élite e le masse nei momenti di maggiore 'egemonia' e in quelli di crisi sociale; Greenberg ritiene che il rifiuto dell'arte di avanguardia da parte delle masse rifletta la loro incapacità di comprensione di una forma artistica d'élite che si esprime, in forme reazionarie, grazie alla crisi sociale. Nell'ultima sezione Greenberg rifiuta l'idea che la cultura d'avanguardia sia per sua intrinseca natura critica e per questo repressa dai totalitarismi, e afferma invece che, al contrario, sono le politiche culturali dei regimi totalitari a doversi adeguare al livello di comprensione e di gusto delle masse. 
Parte I
Greenberg introduce il testo chiedendosi se la differenza tra prodotti culturali tanto distanti quanto un poema di T. S. Eliot e una canzoncina popolare, o un dipinto di Georges Braque e una copertina illustrata di una rivista, possano essere considerate naturali, o piuttosto un risultato specifico della nostra società. 
La risposta, sostiene l'autore, non appartiene alla sfera dell'estetica pura, ma richiede l'indagine del contesto storico e sociale, in modo da mostrare la relazione tra la questione estetica e formale e altri e più rilevanti temi d carattere storico-sociale.
Secondo lo scrittore, una società, nel corso della propria evoluzione, inizia a mettere in discussione le verità accettate dalla tradizione e le forme stilistiche in cui queste si tramandano. A questo punto gli artisti tendono a ritrarsi nell'alessandrinismo, nell'accademismo, nel virtuosismo fine a sé stesso, rifugiandosi nella cura dei dettagli e dei particolari stilistici, evitando le scelte sostanziali che potrebbero implicare questioni controverse.
Si ripetono quindi le soluzioni adottate nel passato dai grandi maestri, e la varietà artistica si riduce a moltiplicazione meccanica delle varianti, senza che nulla di realmente innovativo venga prodotto. 
Greenberg afferma che nella generale decadenza della nostra cultura, è emerso un fenomeno del tutto nuovo, l'Avanguardia. Questa cultura rappresenta una forma superiore di consapevolezza storica, un nuovo tipo di critica della società, una critica storica. 
Questa forma di critica non si basa su un'utopia al di fuori del tempo, ma si fonda su una superiore coscienza storica, capace di interpretare la società borghese non come un prodotto naturale ed eterno, ma come la più recente tra una serie di forme storiche e sociali. 
Questa consapevolezza critica, scientifica e rivoluzionaria, si è diffusa in Europa a partire dalla seconda parte del XIX secolo, ed è stata assimilata, per lo più inconsapevolmente, da artisti e poeti.
La coincidenza della nascita della cultura d'Avanguardia con il diffondersi del pensiero scientifico rivoluzionario non è quindi casuale, anche se i suoi primi rappresentanti si mostrarono disinteressati alla politica. 
Infatti, la prima manifestazione della cultura dell'Avanguardia è espressa dall'atteggiamento bohémien degli artisti, che si dichiaravano disinteressati ed estranei alla politica, e che pure dovevano avere consapevolezza delle idee 'rivoluzionarie' per potersi definire in opposizione alla cultura borghese e rifiutarne le norme, anche a costo di essere emarginati dal mercato 'borghese' dell'arte, sia pure rimanendovi dipendenti per la loro sopravvivenza. 
Tuttavia l'arte deve rifiutare non solo il modello borghese, ma anche l'azione politica rivoluzionaria, poiché il suo fine non è quello di essere al servizio di uno schieramento ideologico, ma quello di cercare di superare le contraddizioni implicite in qualsiasi 'contenuto' o soggetto trasfigurandolo esteticamente, affermando così il concetto di 'arte per l'arte' o di 'poesia pura'.
Secondo Greenberg questa 'liberazione dal contenuto' e dalla 'presentazione della realtà' ha avuto conseguenze rilevanti anche sugli aspetti formali dell'arte. L'affermazione dell'autonomia dell'arte ha implicato la necessità di liberarsi dall'oggettività e dalla riproduzione mimetica, che restituisce l'esistente, e ha promosso una tensione verso l'astratto, verso la rappresentazione pura, formale. La necessità di redimersi dal 'contenuto' si è tradotta cioè in una forma espressiva nuova, indipendente dalla figuratività. 
L'artista è creatore perché, come Dio, crea qualcosa che risponde esclusivamente alle leggi dell'opera e non a quelle della natura. Dunque, il 'contenuto', liberatosi dall'imitazione della natura, si dissolve e si risolve esclusivamente nella forma; l'opera d'arte non è più referenziale verso la realtà, e non può più essere ricondotta a altro che a sé stessa.
Tuttavia, poiché l'artista non può creare un assoluto, la sua creazione è sempre legata a una forma di imitazione, non più della realtà ma dei suoi stessi processi artistici. Questa è l'origine della tendenza verso l'astrattismo nell'arte: l'attenzione dell'artista si ritira dall'imitazione della realtà e si concentra sulla forma, sui mezzi e i processi dell'arte stessa. 
Per possedere un valore estetico, la creazione artistica non può essere arbitraria, deve ancora obbedire a dei parametri, ma questi non provengono più dall'imitazione della realtà, e possono derivare esclusivamente dai processi e dai modi della creazione artistica. 
I più innovativi artisti delle Avanguardie, come Picasso, Braque, Mondrian, Kandinsky, Brancusi, o anche Klee, Matisse e Cézanne, derivano la loro ispirazione dai mezzi espressivi della loro disciplina. L'originalità della loro produzione artistica risiede nella concezione, l'organizzazione degli spazi, delle superfici, delle forme e dei colori. 
Allo stesso modo l'attenzione di poeti come Rimbaud, Mallarmé, Yeats, sembra concentrarsi sulla poesia e sui 'momenti' poetici, piuttosto che sulla traduzione dell'esperienza in poesia. Di certo, l'uso delle parole implica la necessità di comunicare, e anche lasciando da parte quei poeti che hanno tentato di creare poesie attraverso suoni puri, alcuni, come Mallarmé e Valery, si sono mostrati più radicali.
Comunque, la poesia contemporanea è caratterizzata dall'essere più 'pura' e 'astratta'.  E anche nella prosa, molti romanzi, Come quelli di Gide e di Joyce, mostrano caratteristiche moderniste, in cui l'esperienza è ridotta a espressione, e l'espressione è più importante di ciò che viene espresso. 
Tuttavia, queste caratteristiche della cultura d'Avanguardia, il suo carattere astratto, formalistico e puro, comportano una tensione nei confronti della società. Infatti, gli artisti e i poeti modernisti hanno reciso il legame con il loro pubblico tradizionale, le classi dominanti, le sole che nel passato si erano mostrate in grado di godere e apprezzare le novità artistiche. 
Le masse infatti sono sempre state indifferenti nei confronti dello sviluppo della cultura. Oggi tuttavia, per il suo carattere specialistico e 'iniziatico', l'arte d'avanguardia corre il rischio di essere abbandonata dal pubblico colto, cui tradizionalmente appartiene. 
L'arte tuttavia non può svilupparsi e progredire senza una base sociale, che garantisca una fonte di reddito. Nel caso dell'Avanguardia, questo legame era stato assicurato da un'élite colta all'interno della classe dirigente e della società, alla quale gli artisti si dichiaravano estranei ma a cui rimanevano legati da un 'cordone ombelicale d'oro'. Il paradosso è che il restringersi di quella élite minaccia la sopravvivenza del futuro di questa cultura.
Nonostante il successo di maestri come Picasso o Eliot, del mercato dell'arte, il rischio è che l'Avanguardia sia costretta ad adattarsi alla realtà e al gusto prevalenti all'interno della società., invece di guidarlo. Accademismo e commercializzazione emergono quando gli artisti si sentono insicuri del sostegno del pubblico da cui dipendono, i ricchi e i colti. 
Il problema è se questa crisi sia insita nella natura stessa della cultura d'avanguardia o se essa sia il risultato di altri e più importanti motivi.
parte II
Dove esista una cultura di avanguardia ne esiste anche di 'retroguardia'. E infatti, contemporaneamente all'apparire dell'Avanguardia comparve un secondo, nuovo fenomeno culturale, che in Germania prese il nome di Kitsch e poi si diffuse a comprendere i prodotti dell'arte e della letteratura popolare e commerciale, le copertine illustrate, la pubblicità, i fumetti, i racconti sensazionali, la musica pop, la danza tip-tap, il cinema hollywoodiano e molti altri generi. 
Questo fenomeno sociale è stato considerato come un prodotto naturale e spontaneo della società: al contrario, è giunto il momento di indagarne le ragioni e i percorsi. 
Il Kitsch è il prodotto della Rivoluzione industriale, dell'urbanizzazione e dell'alfabetizzazione delle masse. 
In precedenza, esisteva un mercato solo per l'alta cultura, che per essere apprezzata richiedeva educazione e gusto, e in questo si distingueva la cultura popolare (folk). 
Ma con la diffusione dell'alfabetizzazione l'istruzione si è ridotta alla promozione di abilità a fini pratici, quotidiani. D'altra parte le masse inurbate, allontanandosi dal contesto rurale, hanno perso il gusto per la cultura folk e hanno creato un nuovo mercato per il consumo di massa di prodotti culturali popolari, commerciali e mercificati, cioè 'kitsch'. 
Gli individui e i gruppi appartenenti a questa cultura di massa non possiedono il gusto e l'educazione per apprezzare l'arte originale e creativa. Tuttavia, per soddisfare le loro esigenze di consumo culturale, si crea un mercato di cultura popolare (kitsch) che utilizza come 'materie prime' dei propri prodotti i simulacri dell'arte accademica, riutilizzandone meccanicamente le formule per generare esperienze spurie e sentimentalismi. Infatti, la condizione per l'esistenza della cultura kitsch è la disponibilità di una tradizione culturale pienamente matura cui attingere per trarne meccanismi, trucchi, stratagemmi, regole generali e temi da convertire ai propri fini. L'arte genuina del passato è degradata ad accademismo e prodotto culturale, in modo che ciò che è accademico è kitsch, e ciò che è kitsch è accademico. I meccanismi produttivi dell'industria subentrano ai processi artigianali. 
Infatti, poiché il kitsch può essere riprodotto meccanicamente, esso è diventato parte integrante del nostro sistema produttivo, ridotto a un investimento che deve generare profitto, creare e mantenere il proprio mercato. Per questo esiste un sistema commerciale per la sua commercializzazione, che crea una pressione e una propensione al consumo su ogni membro della società. Il kitsch si propone a diversi livelli di ricercatezza, in modo da tendere trappole anche in quelle che sono le riserve della cultura autentica. 
Il kitsch infatti è ingannevole, e si estende fino a una rivista come il 'New Yorker', che converte e diluisce il materiale dell'avanguardia per il proprio commercio di lusso. Del resto non tutto il kitsch è ugualmente privo di valore, e talvolta esso produce anche qualcosa di valore, dal gusto folk.
Inoltre, i suoi enormi profitti rappresentano una tentazione per l'avanguardia stessa, e non sempre artisti e scrittori hanno saputo resistere. 
Un'altra caratteristica del kitsch è la sua capacità di penetrazione, di sostituzione all'autentica e genuina cultura popolare (folk) tradizionale. Come altri prodotti industriali di massa, la cultura kitsch è subentrata a quelle locali tradizionali, in modo da creare la prima cultura veramente universale (globale), dalla Cina all'India, dall'America latina alla Polinesia . 
Perché i prodotti kitsch mostrano una tale capacità di penetrazione, assai superiore alla possibilità di esportazione di immagini, ad esempio di Rembrandt, vista la loro identica riproducibilità tecnica?
Un esempio è rappresentato dalla diffusione del kitsch in Unione Sovietica: non si tratta solo di una cultura promossa dal regime politico, ma anche del gusto dominante tra le masse. 
Perché, si chiedono alcuni critici, le masse sovietiche preferiscono le opere appartenenti al 'realismo socialista' di un Il'ja Repin a quelle di Pablo Picasso, dal momento che lo stile di entrambe  è altrettanto distante dalla loro cultura? 
La spiegazione, ritiene Greenberg, non risiede semplicemente nel tipo di educazione che il regime propone alle masse; in realtà, l'alternativa non è tra arte autentica del passato (Michelangelo) e quella contemporanea (Picasso), ma tra quest'ultima e il kitsch, cioè una cattiva versione, degradata e accademica, dell'arte figurativa e realistica. Anche nei paesi i cui sistemi educativi propongono l'arte d'Avanguardia, il gusto si rivolge all'illustrazione e alle opere di artisti come Maxfield Parrish piuttosto che verso i grandi maestri come Michelangelo Buonarroti o Rembrandt.
Del resto, fino al 1925, quando il regime sovietico tentava di promuovere il cinema d'avanguardia, le masse sovietiche dimostravano già di preferire quello hollywoodiano. 
I valori estetici dell'arte sono stati definiti in maniera universale, per cui un prodotto d'avanguardia come un dipinto di Picasso richiede l'apprezzamento di una rappresentazione astratta, di una tecnica compositiva che si esprime attraverso l'equilibrio di linee, colori e superfici.
Al contrario, in un'opera kitsch come un dipinto di Il'ja Repin il pubblico apprezza la possibilità di riconoscere immediatamente e senza sforzo ciò che vi è rappresentato, allo stesso modo in cui vede e riconosce persone e oggetti nella realtà, senza nessuna distinzione tra vita e arte. Ciò che rende preferibile per le masse un'opera kitsch rispetto a una d'avanguardia è il realismo, la capacità di narrare una storia, di proporre un significato evidente e immediato, che non richiede nessuno sforzo da parte dello spettatore; questo spiega il successo del 'realismo socialista' e delle copertine di riviste illustrate da Norman Rockwell. 
L'arte d'avanguardia richiede invece uno sforzo, una riflessione che va oltre l'impressione immediata prodotta dai valori plastici. Mentre l'arte kitsch produce immediatamente i suoi effetti di piacere, quella d'avanguardia richiede all'osservatore capacità e impegno, implicando un'interpretazione che va oltre la rappresentazione immediatamente colta.
Parte III
Greenberg inizia il terzo paragrafo riassumendo i risultati dell'analisi condotta nei primi due affermando che se l'Avanguardia si caratterizza per l'imitazione dei processi artistici, il Kitsch invece ne imita gli effetti. 
Secondo lui, la chiarezza dell'opposizione e l'enorme divario tra questi due fenomeni culturali riflettono una distanza sempre esistita all'interno dell'alta cultura e della società stessa, quella tra le classi dominanti e colte e la massa della popolazione, priva di mezzi e quindi di gusto. L'alta cultura è sempre appartenuta alle classi dominanti, mentre quelle lavoratrici si sono dovute accontentare della loro cultura popolare locale, ('folk') o del kitsch.
Tuttavia i termini di quest'opposizione convergono e divergono in relazione alla maggiore o minore stabilità della società. All'interno di una società stabile, l'opposizione si fa in qualche modo indistinta, poiché le verità delle élite sono accettate dalla maggioranza della popolazione, che prova ammirazione per l'alta cultura, almeno nelle arti visive, che sono per loro natura più accessibili.
Durante il Medioevo, gli artisti offrirono, almeno in superficie, un'adesione ai canoni comuni dell'esperienza sensibile, e quest'impostazione continuò in forme diverse fino al XVII secolo. L'artista non poteva prescindere dall'imitazione della realtà, poiché il contenuto delle opere era determinato dai committenti. Proprio perché il soggetto era predeterminato, l'artista era libero di concentrarsi sui mezzi stilistici, senza aver bisogno di essere filosofo o visionario, ma semplicemente artefice. Fino a quando la scelta dei temi iconografici fu ampiamente condivisa, l'artista non ebbe bisogno di essere originale e inventivo nei contenuti, indirizzando la propria creatività agli aspetti formali. Per gli artisti quindi, il proprio mezzo espressivo e stilistico divenne, nel privato, il contenuto della propria arte,  proprio come oggi esso diviene il contenuto pubblico dell'arte astratta; con la differenza tuttavia che l'artista medievale dissimulava il processo creativo nel prodotto finale, nell'opera rappresentativa. Solo a partire dal Rinascimento fu possibile all'artista esprimere delle emozioni personali, purché sempre contenute nei limiti delle convenzioni della rappresentazione del reale. E fino a quando il criterio estetico dominante nell'arte occidentale fu la rappresentazione realistica,  le masse poterono ancora provare ammirazione e meraviglia per l'arte delle élite.
L'arte divenne incomprensibile quando iniziò a imitare una realtà diversa da quella riconoscibile dalla massa delle persone. Anche allora tuttavia, il risentimento suscitato dall'incomprensione è trattenuto dal timore nei confronti dei mecenati delle arti.
È solo quando le masse divengono insoddisfatte dell'ordine sociale imposto dalle élite che iniziano a criticare la loro cultura; solo allora la plebe trova il coraggio di affermare apertamente le proprie opinioni, e chiunque si sente autorizzato ad esprimere il proprio giudizio. In generale, questo risentimento verso la cultura emerge laddove il malcontento verso la società si esprime in forme conservatrici o reazionarie, nel 'revivalismo' e nel puritanesimo, e infine nel fascismo. Allora la cultura e i falò cominciano a essere accomunati, e comincia la distruzione delle opere d'arte, in nome della pietà o della difesa della razza.
parte IV
La preferenza tra le masse sovietiche di un artista come Repin rispetto a Picasso è dovuta alle circostanze concrete della loro esistenza, alla impossibilità per le classi lavoratrici di accedere a un'educazione che consenta di apprezzare l'alta cultura. Questa rappresenta del resto una delle creazioni più artificiali e sofisticate di una società, e la persona comune non prova alcuna urgenza in se stessa che la spinga a superare le difficoltà offerte dalla comprensione dell'arte di Picasso. Queste circostanze respingono l'uomo comune verso il kitsch, che può essere compreso senza sforzo. 
Sono quindi le necessità del sistema produttivo che rendono impossibile, e quindi demagogico, qualsiasi discorso relativo all'arte per le masse. 
Al contrario, quando un regime politico stabilisce una politica culturale ufficiale, è per scopi di propaganda: se il kitsch è la tendenza ufficiale di stati come la Germania, l'Italia e la Russia, non è perché i loro governanti siano dei 'filistei', ma perché il kitsch è già la cultura di massa nei loro paesi, come n qualsiasi altro. L'appoggio all'arte kitsch è un ulteriore e poco costoso strumento grazie al quale i regimi totalitari possono ingraziarsi i loro soggetti. Se anche volessero, questi regimi non potrebbero innalzare il livello culturale delle masse, quindi le manipolano livellandone la cultura.
È questa la ragione per cui le avanguardie non sono tollerate, e non perché l'alta cultura sia per sua natura critica.  Dal punto di vista dei fascismi e dello stalinismo, il problema dell'arte e della letteratura d'avanguardia non è per una loro intrinseca capacità critica, ma piuttosto per la difficoltà  ad utilizzarle come strumenti di propaganda, mentre l'arte kitsch si presta con facilità a questo fine.
Il kitsch mantiene un dittatore più vicino alle masse, mentre un'arte superiore al loro livello comporterebbe un rischio di isolamento.
Se le masse dovessero cominciare ad apprezzare l'arte e la letteratura d'avanguardia, Hitler, Mussolini e Stalin non esiterebbero a soddisfare le loro richieste.
Anche se Adolf Hitler è un fiero oppositore delle avanguardie, questo non ha impedito a Joseph Goebbels, tra il 1932 e il 1933, di appoggiare artisti d'avanguardia, o al nazismo d esaltare un poeta espressionista come Gottfried Benn. In quel periodo i nazisti si avvantaggiarono del prestigio di cui godevano gli artisti d'avanguardia tra le élite, mentre più tardi si orientarono verso i gusti e i desideri delle masse.
Le élite infatti erano pronte a rinunciare a morale e cultura, pur di mantenersi al potere, mentre le masse, che ne rimanevano escluse, dovevano essere manipolate attraverso altre forme. I regimi totalitari hanno la necessità di promuovere l'illusione del potere delle masse in uno più monumentale che le democrazie: per questo la letteratura e l'arte di massa dovevano essere affermate come le sole forme di cultura accettate, mentre le altre dovevano essere represse. Anche quegli artisti d'avanguardia che avevano appoggiato i movimenti totalitari nella fase delle loro ascesa al potere erano divenuti un peso, e furono relegati ai margini. Il 'filisteinismo' artistico personale di Hitler e Stalin è solo accidentale rispetto al motivi profondi delle politiche culturali ufficiali che essi sarebbero stati costretti comunque ad adottare.
Benito Mussolini rappresenta l'esempio perfetto di atteggiamento pragmatico: il fascismo ha appoggiato il movimento Futurista, ha realizzato opere pubbliche come stazioni in stile moderno, ha avviato realizzazioni urbanistiche all'avanguardia, forse anche per nascondere dietro questa rappresentazione della modernità il proprio carattere regressivo o conformarsi al gusto delle élite di cui è l'espressione. Tuttavia, Mussolini sembra aver realizzato l'importanza di andare incontro ai gusti delle masse e ai loro bisogni di oggetti che producano ammirazione e stupore; per questo egli ha annunciato la creazione di un nuovo stile imperiale, mentre Filippo Tommaso Marinetti e Giorgio De Chirico sono relegati nell'oscurità.
Lo stesso Capitalismo, ormai in crisi, sperimenta il fatto che qualsiasi prodotto culturale di qualità è ancora in grado di creare si trasforma in una minaccia alla propria esistenza. I progressi della cultura, della scienza e dell'industria corrodono la stessa società che li ha resi possibili.